# David Jansen (Fußballspieler)
David Jansen (* 4. Dezember 1987 in Würselen) ist ein deutscher Fußballspieler.

## Karriere
Seine Karriere begann im Jahr 2001 bei der Jugend des SC Freiburg. Von dort aus wechselte er zur Saison 2005/06 zum FSV Oggersheim. Für die Ludwigshafener erzielte er in 31 Spielen vier Tore.
Nach zwei Jahren beim FSV wechselte Jansen zum Regionalligisten SV Elversberg. In seinem ersten Jahr absolvierte er 22 Spiele, in denen Jansen zwei Tore erzielte. In seinem zweiten Jahr wurde er hauptsächlich in der Reservemannschaft eingesetzt, daher bestritt er nur ein Spiel bei der ersten Mannschaft. In der Reservemannschaft erzielte er in 17 Spielen ein Tor.
Zur Saison 2009/10 wechselte er in die durch die Einführung der 3. Liga um eine Klasse hinabgestufte Regionalliga Nord zum Chemnitzer FC. Dort erzielte Jansen in 30 Spielen elf Tore.
Nach nur einem Jahr beim Chemnitzer FC unterschrieb Jansen einen Zweijahresvertrag beim SC Paderborn 07. Sein erstes Spiel für den neuen Arbeitgeber absolvierte er am 27. August 2010 bei der Auswärtsniederlage beim FC Augsburg, als er in der 87. Minute für Rolf-Christel Guié-Mien eingewechselt wurde.
Im Januar 2012 wechselte er ablösefrei zum Drittligisten Rot-Weiß Oberhausen, wo er einen Vertrag bis Mitte 2013 erhielt. Da der Vertrag in Oberhausen nur für die 3. Liga gültig war, wechselte Jansen zur Saison 2012/13 ablösefrei zum Chemnitzer FC, wo er bereits in der Saison 2009/10 gespielt hat. Nach der Saison ging er zurück nach Oberhausen. In der Winterpause 2016 schloss er sich dem Liga-Konkurrenten FC Viktoria Köln an. In der Saison 2016/17 wurde er mit der Viktoria Meister der Regionalliga West.
Im Juli 2017 wechselte er zum Regionalligisten Rot-Weiss Essen. Dort spielte er zwei Jahre und legte dann eine Spielpause ein, ehe er im Sommer 2020 einen Vertrag beim Schweizer Viertligisten FC Naters unterschrieb.

## Erfolge
- Torschützenkönig Mittelrheinpokal 2016/17
- Oberliga-Meister FSV Ludwigshafen-Oggersheim 2006/07
- Regionalliga West Meister 2016/17
- Mittelrheinpokalsieger 2015/16
- Saarlandpokalsieger 2007/08